# Montjoie
Montjoie (z fr. „Góra chwały”) –  na wpół legendarny, bojowy proporzec Karola Wielkiego. Jest to również okrzyk bojowy cesarza, później królów Francji, a właściwie skrócona wersja pełnego zawołania – Montjoie Saint Denis (fr. – „Góra chwały św. Dionizego”).
Proporzec, a właściwie gonfalon, cesarz Karol Wielki otrzymał w darze od papieża Leona III w 800 r.
Według wczesnośredniowiecznych opisów był to złoto-płomienisty proporzec. Zdaniem niektórych historyków oznacza to długą, szafranowo-żółtą flagę, inni sądzą, że może on być tym samym proporcem, który pod nazwą Oriflamme był używany przez Kapetyngów. Świadczyła by za tym nazwa proporca – związana z Montmartre, miejscem męczeństwa św. Dionizego. Również Oriflamme był ściśle związany z kultem tego patrona Francji.